# Manoir de Backas
Le manoir de Backas (finnois : Backaksen kartano) est un manoir historique situé dans le quartier Pakkala de Vantaa en Finlande,.

## Histoire
Il y avait déjà une ferme du même nom au XVIe siècle, mais le manoir actuel n'a été créé qu'au XVIIe siècle lorsque plusieurs fermes ont été réunies.
Le manoir était situé le long de la Route royale (aujourd'hui Ylästöntie), à quelques kilomètres à l'ouest de l'église Saint-Laurent de Vantaa.
Sous la domination suédoise, Backas était une Säteri, une ferme où un noble avait sa résidence permanente, et une écurie, qui avait l'obligation d'équiper la cavalerie des troupes du roi et qui en contrepartie bénéficiait d'une exonération fiscale.
Les propriétaires de la ferme, qui changeaient fréquemment aux XVIIe et XVIIIe siècles, étaient principalement des cavaliers et des militaires.
Parmi eux se trouvait Johan Anders Jägerhorn, propriétaire du manoir depuis 1785.
De 1801 à 1808, Backas appartenait à Gustav von Boisman, le propriétaire de Tomtebacka, ou Säteri d'Haltiala, qui était situé au sud du Vantaanjoki.
Après von Boisman, le domaine passa à son gendre August Hagelstam, qui construisit le corps de logis actuel du manoir en 1818. Son fils, Carl Hagelstam, agrandit les territoires de Backas et développa avec succès son agriculture. En 1886, Carl Ehrnrooth rachète le manoir à Hagelstam, qui l'exploite jusqu'à la Première Guerre mondiale.
Malgré les protestations et les articles de journaux, Elanto a acheté Backas en 1916. Au moment de l'achat, la superficie de la ferme était de 683 hectares, dont 141 étaient arables et 482 étaient des forêts, et la ferme s'étendait de Vantaanjoki à la frontière de Tuusula.

## Classement
Le manoir et le bâtiment officiel de Petas adjacent font l'objet du grand domaine Backas-Elanto l'un des sites culturels construits d'intérêt national en Finlande.

## Galerie

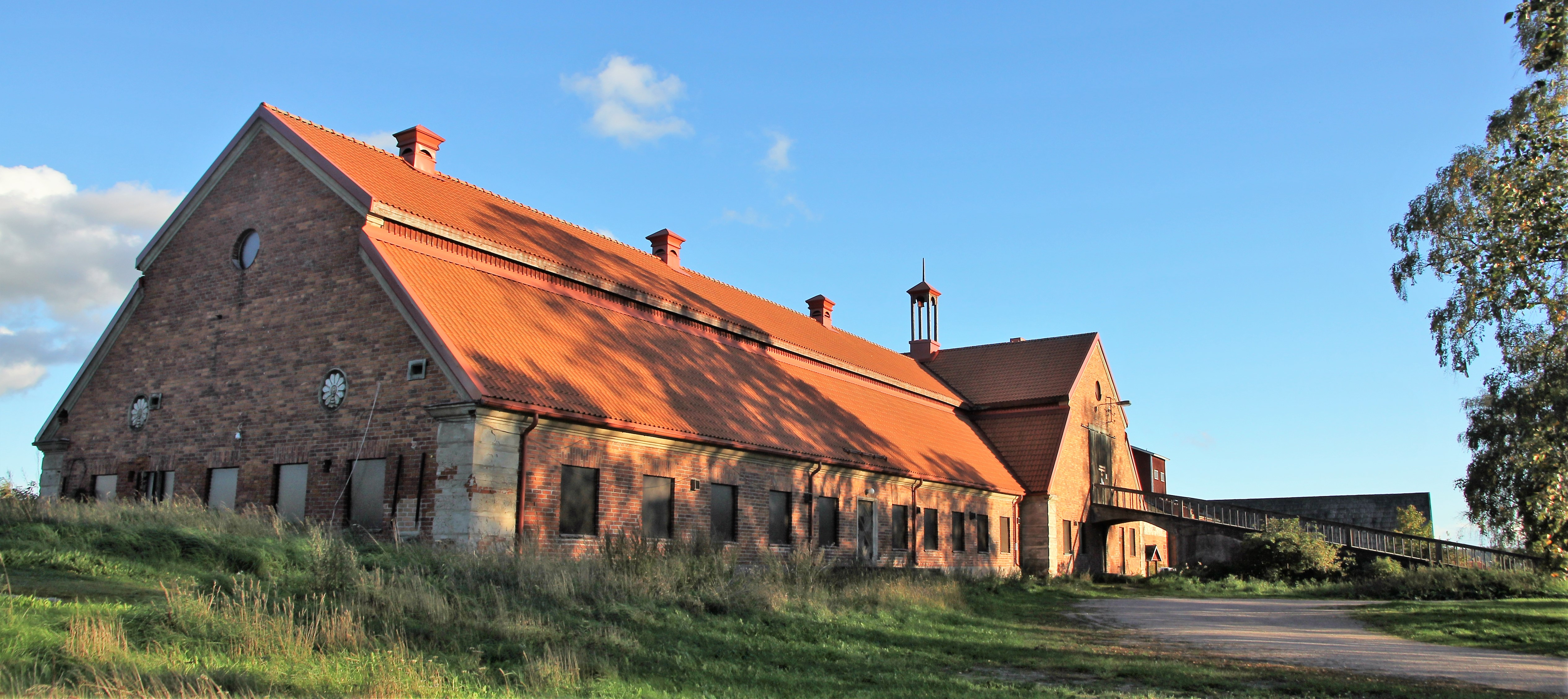
La grange du manoir de Backas (1927) le long d'Ylästöntie.
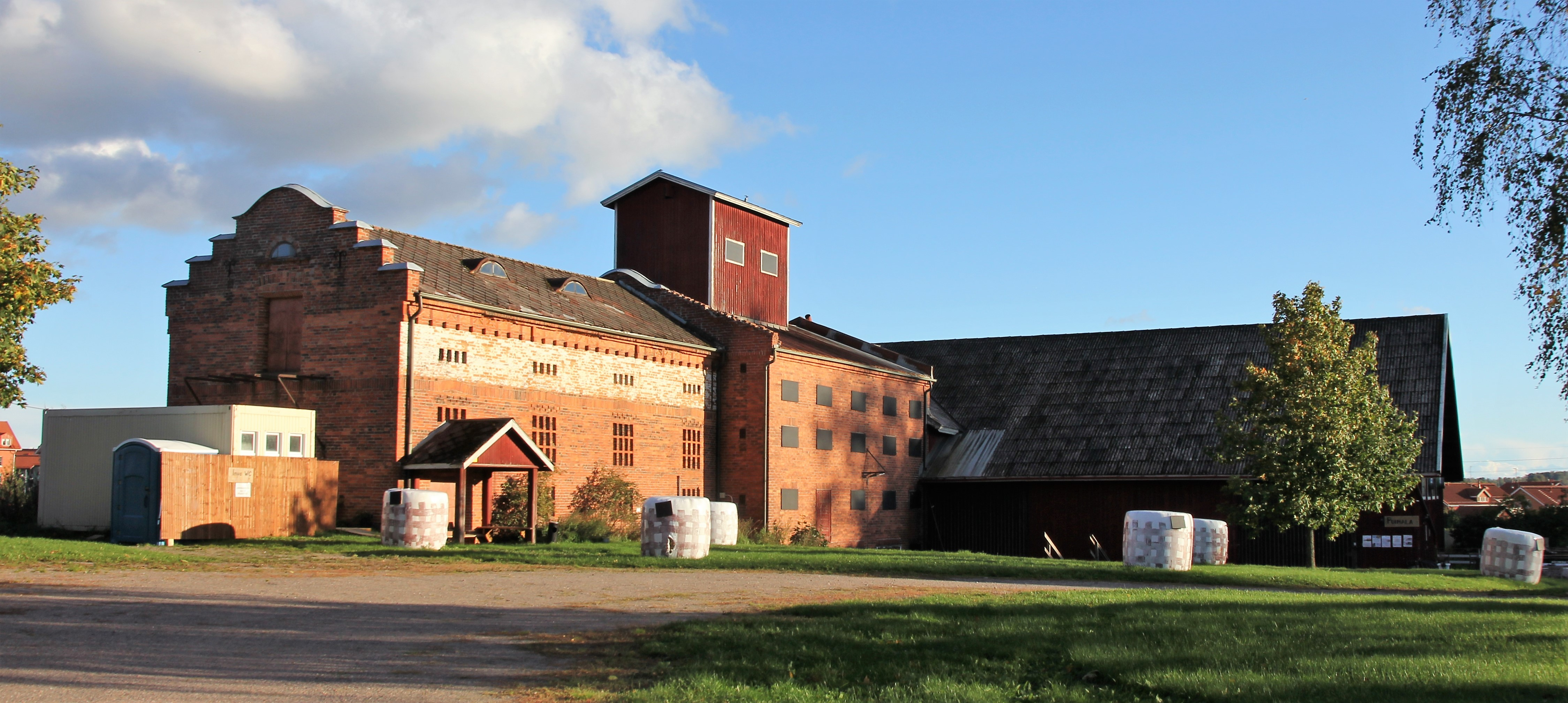
Backaksen Aire de battage du manoir de Backas.
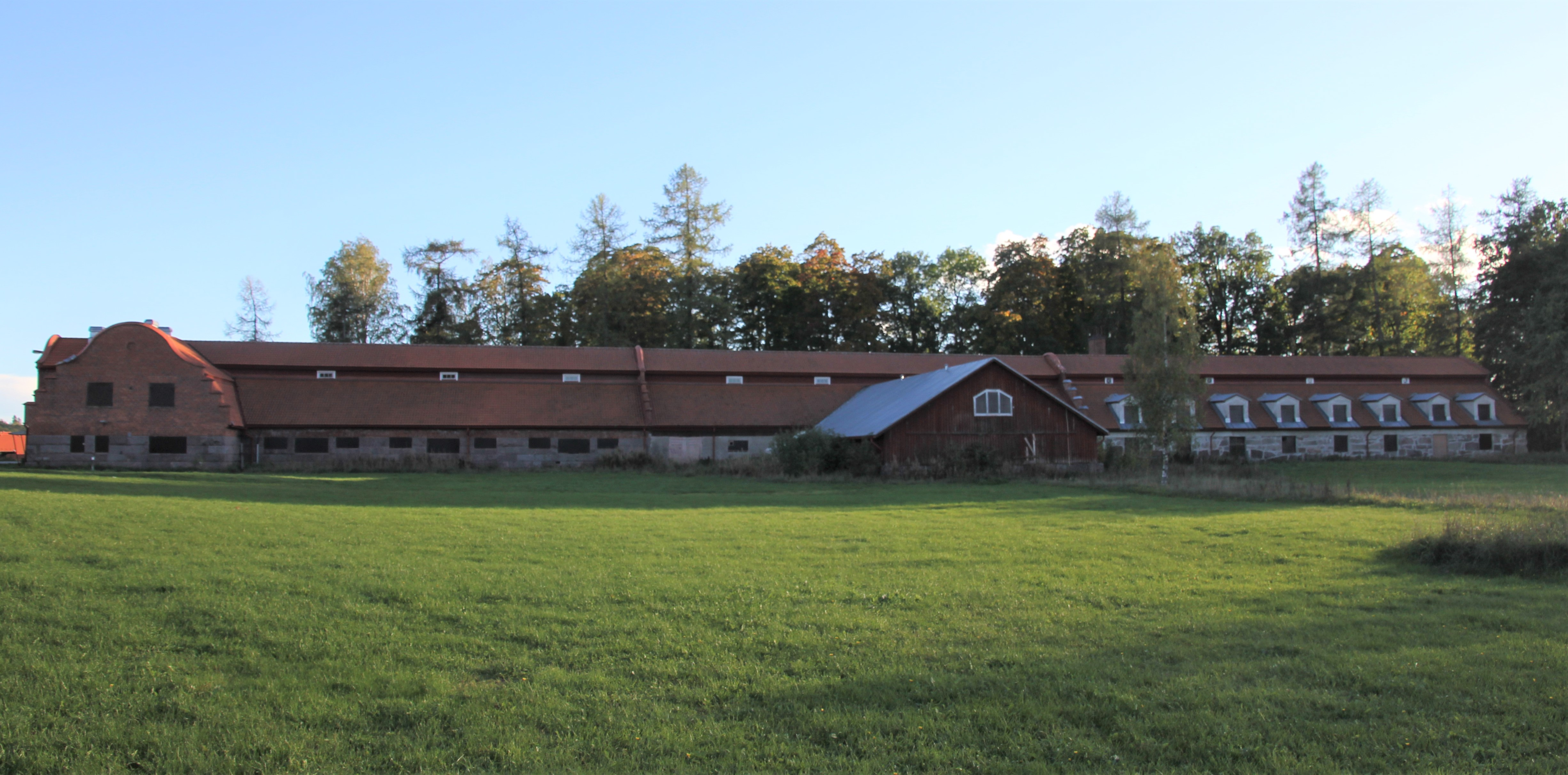
La porcherie était l'ancien bâtiment d'élevage du manoir.
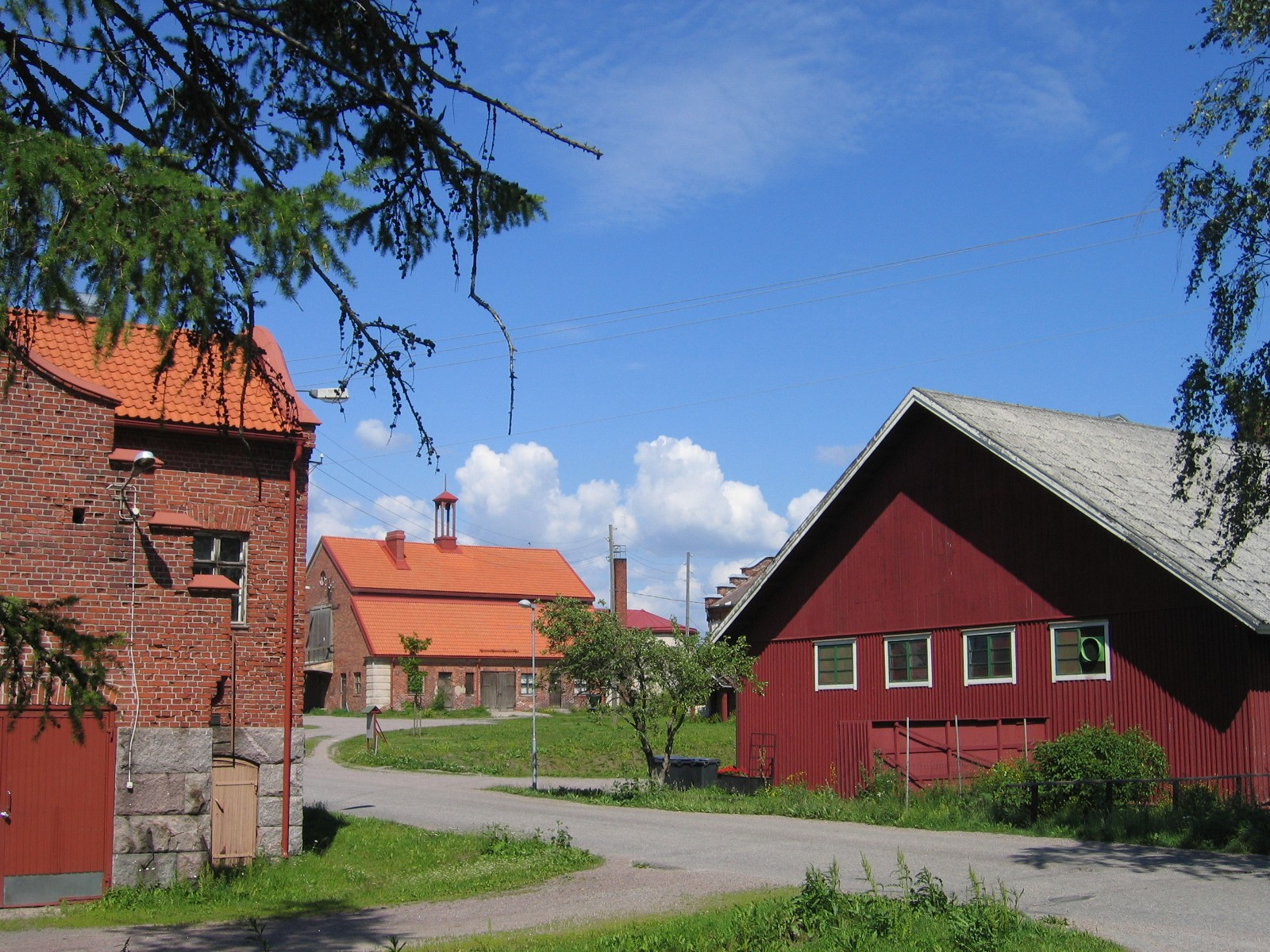
Dépendances du manoir de Backas : à gauche l'extrémité est de la porcherie, au milieu la grange et à droite l'aire de battage.